# Parc des Athlètes
Le Parc des Athlètes (en portugais : Parque Dos Atletas), appelé également Parque Olímpico Cidade do Rock, est un parc situé dans le quartier de Barra da Tijuca à Rio de Janeiro où sont organisés différents types d’événements. Il est connu pour accueillir le festival musical Rock In Rio.

## Événements
Le Parc des Athlètes accueille chaque année plusieurs événements musicaux dont le festival Rock In Rio qui a eu lieu en 1985, 1991, 2001, 2011, et bientôt en 2013 et 2015 dans ce lieu. La capacité maximum pour les concerts est de 90 000 places, pour les festivals elle varie entre 200 000 et 250 000 places.
| Groupe/Artiste        | Tournée                         | Année | Dates        | Affluence      |
| --------------------- | ------------------------------- | ----- | ------------ | -------------- |
| Katy Perry            | The California Dreams Tour      | 2011  | 23 septembre |                |
| Rihanna               | The Loud Tour                   | 2011  | 23 septembre |                |
| Red Hot Chili Peppers | I'm with You World Tour         | 2011  | 24 septembre |                |
| Ke$ha                 | Get Sleazy Tour                 | 2011  | 29 septembre |                |
| Lady Gaga             | The Born This Way Ball Tour     | 2012  | 9 novembre   | plus de 26 000 |
| Madonna               | MDNA Tour                       | 2012  | 2 décembre   | environ 35 000 |
| Beyoncé               | The Mrs. Carter Show World Tour | 2013  | 13 septembre |                |
| One Direction         | Where We Are Tour               | 2014  | 8 mai        |                |